# 上海的轨道交通系统
上海的轨道交通系统为在上海运行的所有城市轨道交通线路，主要由以下4部分组成：
- 高运量铁路系统，包括上海地铁[1]和上海市域铁路[2]；
- 中低运量铁路系统，包括松江有轨电车[3]和浦东机场捷运；
- 磁浮系统，现有上海磁浮列车示范运营线；
- 胶轮轨道系统，现有上海轨道交通浦江线。

|  |

## 高运量铁路系统

### 上海地铁
上海地铁开通于1993年5月28日，是世界上最繁忙的城市轨道交通系统之一，向上海市的14个市辖区以及江苏省昆山市提供旅客运输服务。除磁浮线和浦江线以外的约795公里18条线路均为地铁制式，主要由上海申通地铁集团有限公司运营，另11号线花桥段由昆山市轨道交通投资发展有限公司运营。上海地铁每日运营时间约为5:00至24:00，运行间隔工作日为1分50秒－15分钟，周末为3分20秒－15分钟，延时运营列车为10－20分钟。

### 上海市域铁路

#### 金山线

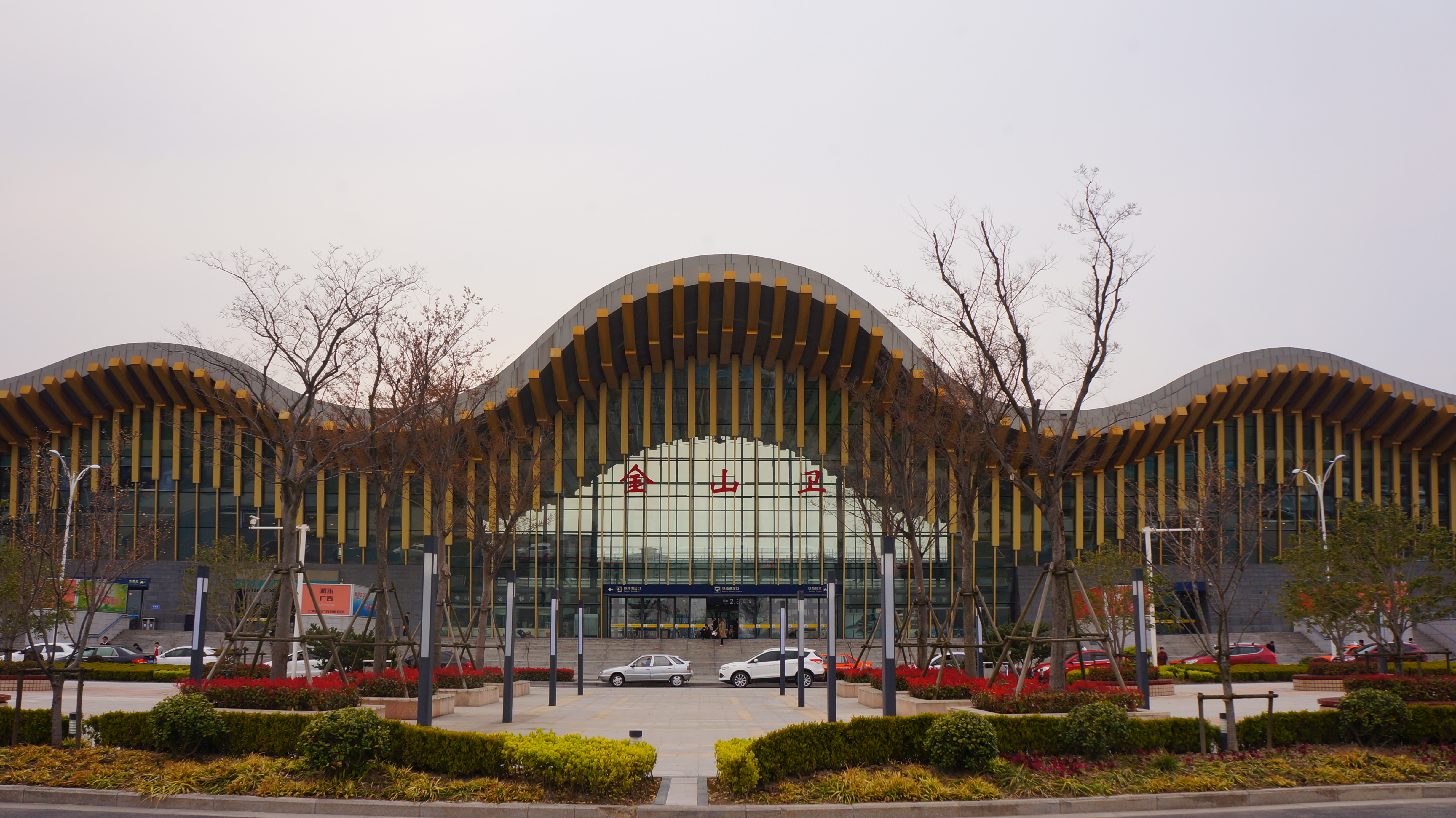
金山卫站南站房

金山线开通于2012年9月28日，途经上海市徐汇、闵行、松江、金山四区，全长56.4公里，现有车站8座。由中国铁路上海局集团有限公司公交化运营，每日运营时间为6:00至21:55（工作日另有一班5:30由上海南站开往金山卫站的直达车），采取“一站直达”“大站停”“站站停”三种运行模式，运行时间分别为32分钟、42分钟、60分钟；最低票价3元，全程票价10元。金山线属于上海市域轨道交通线路，不纳入铁路乘车实名制管理，除铁路客票（纸质车票）外，还可使用上海公共交通卡、手机乘车码等进站乘车；全程不对号，不限定具体车次与座席，旅客随到随走，参与上海公交转乘优惠。

## 中低运量铁路系统

### 松江有轨电车
松江有轨电车开通于2018年12月26日，途经上海市松江、闵行两区，现有 █ 1号线（T1）和 █ 2号线（T2）两条线路投入运营，总长约30公里（T1、T2共线段不重复计算）。使用法国阿尔斯通Citadis 302型有轨电车车辆，5节车厢编组，最大载客量约300人（成都有轨电车 蓉2号线使用相同车辆型号）。由上海松江有轨电车投资运营有限公司与上海申凯公共交通运营管理有限公司合作运营。10公里及以内票价为2元；10公里以上，每10公里区间票价增加1元。可购买单程票，也可使用公交卡、手机乘车码乘车，参与上海公交的换乘优惠。松江体育中心站、松江大学城站可以与同名地铁站站外转乘。新桥火车站则可站外换乘金山线的新桥站。

### 浦东机场捷运

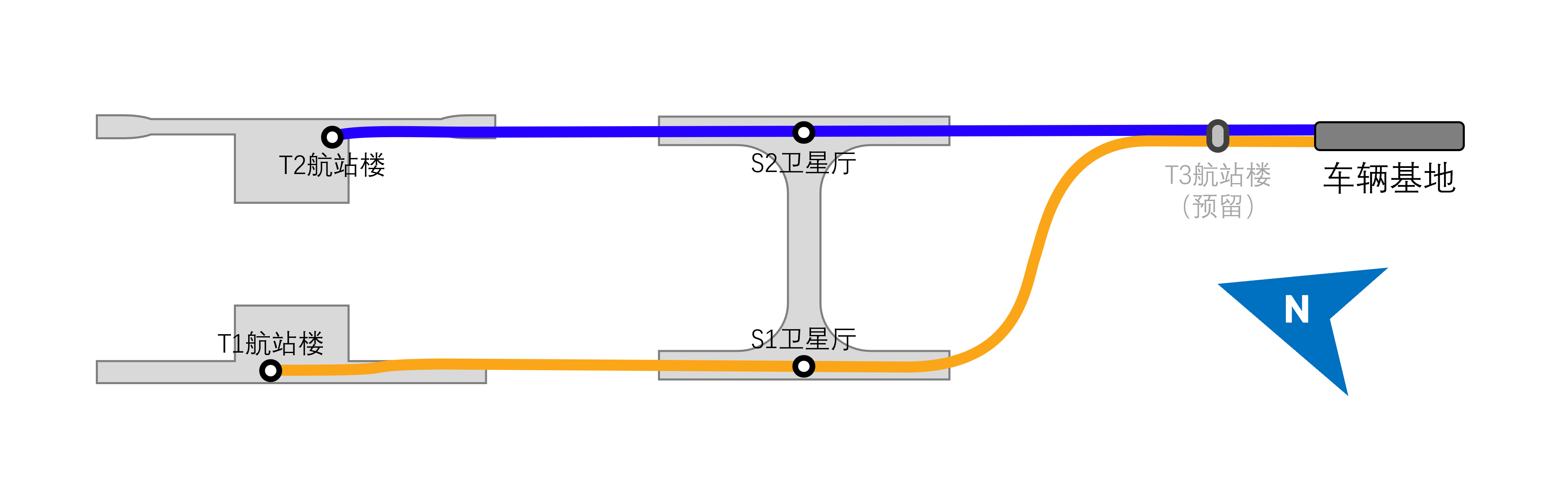
浦东机场捷运路线图

浦东机场捷运开通于2019年9月16日，A型地铁列车制式，4辆编组，运行于上海浦东国际机场内部，分为捷运东线和捷运西线，前者运营段长1652米，连接2号航站楼和2号卫星厅；后者运营段长1861米，连接1号航站楼和1号卫星厅。由上海申凯公共交通运营管理有限公司运营。

## 磁浮系统

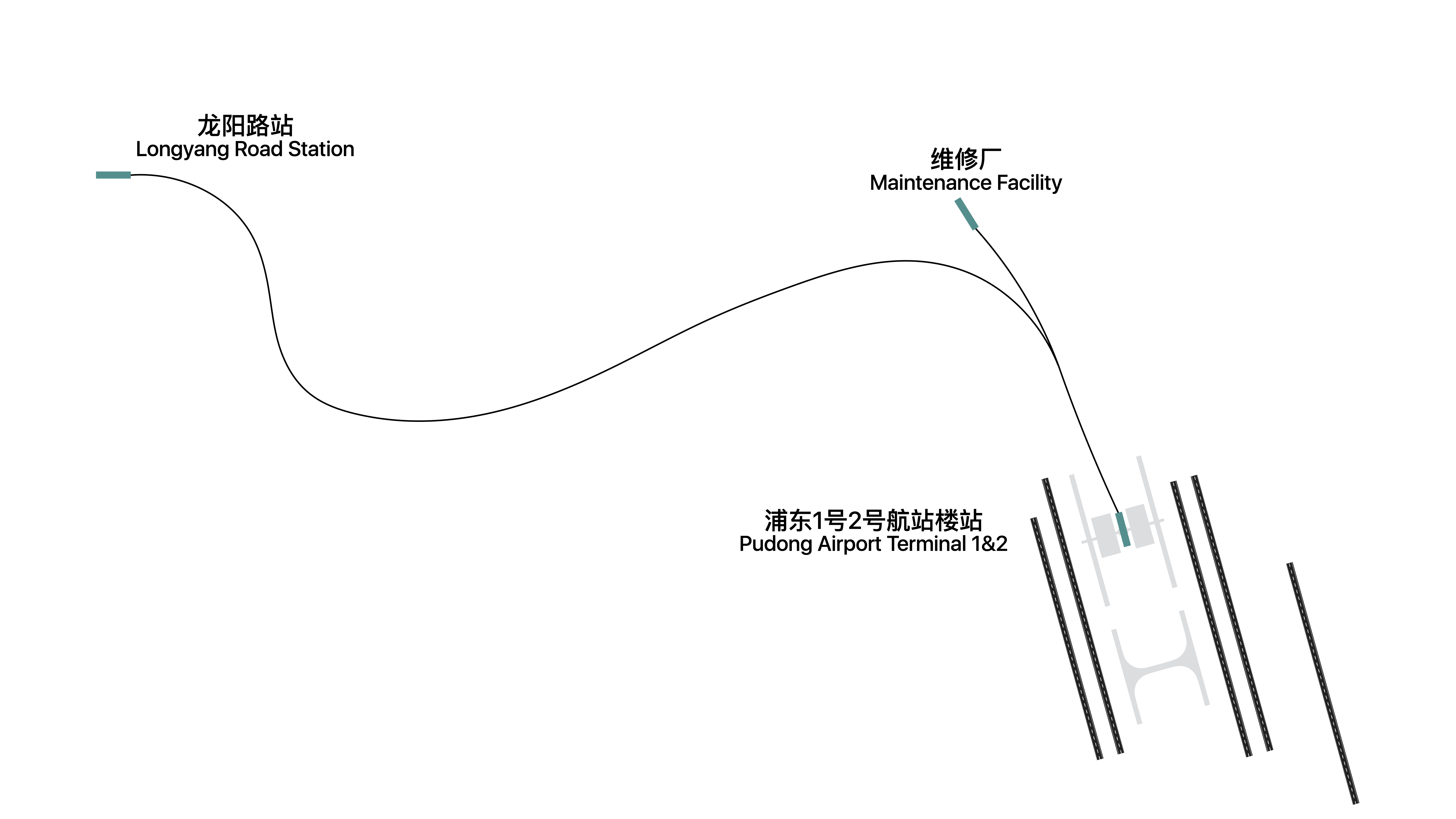
磁浮线路线图

上海磁浮列车示范运营线，简称磁浮线，开通于2002年12月31日。全长30.5公里，设站2座，分别为龙阳路站和浦东国际机场站（现浦东1号2号航站楼站）。由上海磁浮交通发展有限公司运营，每日服务时间为6:40至21:42，除龙阳路站开出的首班车之外，其他班次发车间隔为20分钟。普通单程车票50元人民币，若旅客手持机票或公交卡，可享受原票价20%的折扣。

## 胶轮轨道系统
上海轨道交通浦江线，简称浦江线，开通于2018年3月31日。全长6.689公里，设站6座。与上海地铁8号线在沈杜公路站换乘。由上海申凯公共交通运营管理有限公司运营，每日服务时间为5:40至22:30，工作日运行间隔为4分15秒至10分钟，周末运行间隔均为10分钟。